# Vilșanka, Lebedîn
Vilșanka (în ucraineană Вільшанка) este un sat în comuna Reabușkî din raionul Lebedîn, regiunea Sumî, Ucraina.

## Demografie
Componența lingvistică a localității Vilșanka
     Ucraineană (87,78%)
     Rusă (12,22%)
Conform recensământului din 2001, majoritatea populației localității Vilșanka era vorbitoare de ucraineană (87,78%), existând în minoritate și vorbitori de rusă (12,22%).